# Jiroemon Kimura
Jiroemon Kimura (Japans: 木村 次郎右衛門, Kimura Jirōemon; Kyotango, 19 april 1897 – aldaar, 12 juni 2013) was tot zijn overlijden officieel de oudste levende mens ter wereld sinds het overlijden van de 115-jarige Amerikaanse Dina Manfredini op 17 december 2012. Sinds 28 december 2012 was hij tevens de oudste gedocumenteerde man ooit. Kimura was al de oudste man ter wereld sinds het overlijden van de 114-jarige Peruviaan Horacio Celi Mendoza op 25 september 2011 en de oudste man van Japan sinds het overlijden van zijn 113-jarige landgenoot en toenmalig oudste man ter wereld Tomoji Tanabe op 19 juni 2009. Sinds het overlijden van Horacio Celi Mendoza was hij voor zover bekend tevens de laatste man ter wereld die nog vóór 1900 werd geboren. Met het overlijden van James Sisnett uit Barbados, de laatste nog levende man geboren in het jaar 1900, op 23 mei 2013, was Kimura gedurende twintig dagen de laatst levende man die nog geboren werd in de 19e eeuw. Hij bereikte uiteindelijk de leeftijd van 116 jaar en 54 dagen. Ten tijde van zijn dood was hij tevens de op een na oudste Japanse persoon ooit (na Tane Ikai).

## Lange loopbaan
Hij werd geboren als Kinjiro Miyake en was beroepshalve actief als postbeambte. Hij ging in 1962 met pensioen na een loopbaan van 51 jaar, waarvan enkele jaren in Korea tijdens de bezetting door Japan. Na zijn pensionering bleef hij tot op de leeftijd van 90 jaar werken als landbouwer. Hij huwde met Yae Kimura en nam haar familienaam aan omwille van het ontbreken van mannelijke erfgenamen binnen haar familie. Zij overleed in 1978 op 74-jarige leeftijd. Kimura had bij zijn overlijden naar verluidt zeven kinderen, vijftien kleinkinderen, 25 achterkleinkinderen en dertien achterachterkleinkinderen.